# Clifford Roach
Pour les articles homonymes, voir Roach.
Clifford Archibald Roach est un joueur de cricket trinidadien né le 13 mars 1904 à Port-d'Espagne et mort le 16 avril 1988 dans la même ville, international avec l'équipe des Indes occidentales. Ce batteur débute en 1924 avec l'équipe de Trinité dans le Tournoi inter-colonial. Il participe au premier test-match de l'histoire des Indes occidentales, en 1928. Il est le premier joueur de sa sélection à marquer un century et un double-century à ce niveau. Sa carrière internationale, qui compte 16 test-matchs, s'achève en 1935.

## Biographie
Clifford Roach naît le 13 mars 1904 à Port-d'Espagne, sur l'île de Trinité. Il fait ses débuts avec l'équipe locale en 1923-1924 contre la Guyane britannique.
En 1928, Roach participe à la tournée de l'équipe des Indes occidentales en Angleterre, au cours de laquelle la sélection dispute, et perd largement, les trois premiers test-matchs de son histoire. Roach réalise les meilleurs scores des Caribéens dans la deuxième et la troisième rencontre, respectivement 50 et 53 courses (runs). L'équipe d'Angleterre se rend dans les Caraïbes en 1930. Avec 122 courses dans la première manche, Roach réussit le premier century des Indes occidentales en Test cricket, dans une rencontre qui s'achève sans vainqueur. Au cours du deuxième test-match de la série de quatre, il réalise deux scores nuls. La rencontre suivante, au Bourda de Georgetown, est l'occasion de la première victoire des Caribéens à ce niveau. Roach y prend une part importante : il marque 209 courses dans la première manche, le premier double-century de l'histoire des Indes occidentales, alors que, dans le même temps, George Headley réalise deux centuries et Learie Constantine prend neuf guichet.
Il se déplace en Australie en 1930-1931. Roach ne marque qu'un score supérieur à cinquante courses contre les locaux, dans le premier des cinq test-matchs. Il réalise deux scores nuls dans le premier test de la tournée en Angleterre 1933. Le dernier de ses seize test-matchs est le premier de la série de 1935, à domicile, face aux Anglais. Il participe à des rencontres du tournoi inter-colonial avec Trinité jusqu'en 1937.
Il meurt le 16 avril 1988, dans sa ville natale.

## Bilan sportif

### Principales équipes
|                    | Test                  |
| ------------------ | --------------------- |
| Indes occidentales | 1928 - 1935           |
|                    | First-class           |
| Trinité            | 1923-1924 - 1937-1938 |

### Statistiques
Clifford Roach est l'auteur du premier century des Indes occidentales en 1930 contre l'équipe d'Angleterre, puis, la même saison, du premier double-century de sa sélection. À une époque où George Headley est le seul batteur des Indes occidentales à être performant de manière régulière, et alors que les seuls résultats positifs de l'équipe dépendent souvent lui, Roach à la deuxième moyenne à la batte de sa sélection au cours de la période durant laquelle il est sélectionné, 30,70.